# Uruguai nos Jogos Olímpicos de Verão de 1924

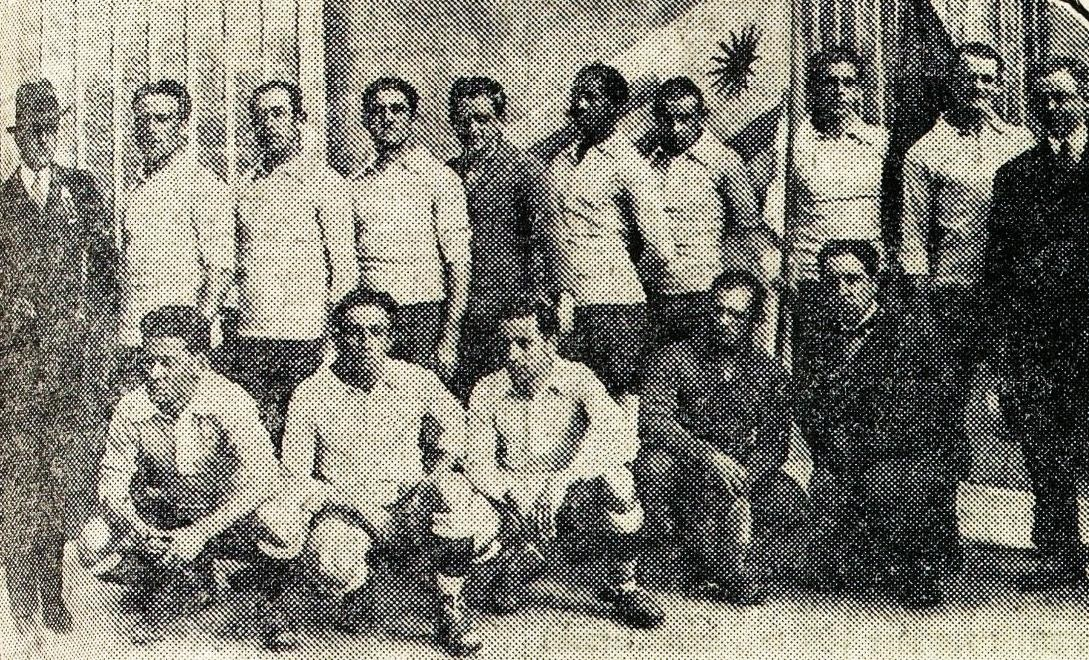
Retrato fotográfico da seleção de futebol uruguaia durante os Jogos Olímpicos de 1924, em Paris.

O Uruguai participou dos Jogos Olímpicos de Verão de 1924 na cidade de Paris, na França. Foi a primeira participação do país em Jogos Olímpicos. Alcançou a medalha de ouro na competição de Futebol.

## Medalistas

### Ouro
- José Leandro Andrade, Pedro Arispe, Pedro Casella, Pedro Cea, Luis Chiappara, Pedro Etchegoyen, Alfredo Ghierra, Andrés Mazali, José Nasazzi, José Naya, Pedro Petrone, Ángel Romano, Zoilo Saldombide, Héctor Scarone, Pascual Somma, Humberto Tomassina, Antonio Urdinarán, Santos Urdinarán, Fermín Uriarte, José Vidal, Alfredo Zibechi, e Pedro Zingone - Futebol.